# Ogbia (langue)
Pour les articles homonymes, voir Ogbia.
L’ogbia, ou ogbinya, est une langue cross river, du groupe delta central, parlée dans l’État de Bayelsa au Nigeria.

## Écriture
Une orthographe basée sur le dialecte oloiḅiri est proposée par K. Williamson en 1979.
| a  | ạ  | b  | bh | ḅ | d | ḍ  | e | ẹ | f |
| g  | gb | gh | i  | ị | k | kp | l | m | n |
| nw | ny | o  | ọ  | p | r | s  | t | u | ụ |
| v  | w  | y  | z  |   |   |    |   |   |   |